# Pseuduraecha sulcaticeps
Pseuduraecha sulcaticeps är en skalbaggsart som beskrevs av Maurice Pic 1925. Pseuduraecha sulcaticeps ingår i släktet Pseuduraecha och familjen långhorningar. Inga underarter finns listade i Catalogue of Life.